# Hårsjön, Småland
Hårsjön är en sjö i Växjö kommun i Småland och ingår i Mörrumsåns huvudavrinningsområde.